# Première circonscription du Nord de 1852 à 1863
La première circonscription du Nord était l'une des 8 circonscriptions législatives françaises que comptait le département du Nord pendant les onze premières années du Second Empire.

## Description géographique et démographique
La première circonscription du Nord était située à la périphérie de l'agglomération Lilloise. Située entre la Belgique et de l'  arrondissement d'Hazebrouck, la circonscription est centrée autour de la ville de Lille.  
Elle regroupait les divisions administratives suivantes : Canton d'Armentières ; Canton d'Haubourdin ; Canton de Lille-Centre ; Canton de Lille-Nord-Est  ; Canton de Lille-Ouest ; Canton de Lille-Sud-Est ; Canton de Lille-Sud-Ouest et du Canton de Quesnoy-sur-Deûle.
Lors du recensement général de la population en 1851 à la suite du décret du 1er février de cette année, la population totale de cette circonscription est estimée à 175 105 habitants.

## Historique des députations
| Législature     | Début de mandat | Fin de mandat    | Député élu           | Parti politique | Observations                                |
| --------------- | --------------- | ---------------- | -------------------- | --------------- | ------------------------------------------- |
| Ire législature | 29 février 1852 | 27 novembre 1857 | Pierre Legrand       | Indépendant     |                                             |
| 2e législature  | 21 juin 1857    | 13 avril 1859    | Pierre Legrand       | Indépendant     | Décès de Pierre Legrand en cours de mandat. |
| 2e législature  | 21 août 1859    | 4 novembre 1863  | Charles Kolb-Bernard | Légitimiste     |                                             |